# Wikifunctions
Wikifunctions là một dự án của Wikimedia Foundation nhằm mục đích tạo ra một phiên bản Wikipedia độc lập với ngôn ngữ, sử dụng dữ liệu có cấu trúc từ Wikidata. Dự án được hình thành từ ý tưởng của Denny Vrandečić, người đồng sáng lập Wikidata, trong một working paper Google vào tháng 4 năm 2020, chính thức đề xuất vào tháng 5 năm 2020 (với tên gọi Wikilambda) và được ban quản trị Wikimedia Foundation phê duyệt vào tháng 7 năm 2020. Tên Wikilambda là tên tạm thời. Ngày 22 tháng 12 năm 2020, tên chính thức Wikifunctions được công bố. Wikifunctions được dự kiến sẽ hoạt động vào năm 2022 và đây là dự án Wikimedia đầu tiên được chấp thuận sau Wikidata vào năm 2012.